# Durban-Corbières
Durban-Corbières  (okzitanisch Durban de las Corbièras) ist eine Gemeinde mit 644 Einwohnern (Stand 1. Januar 2022) in Frankreich. Sie liegt im Département Aude in der Region Okzitanien. Die Einwohner der Gemeinde heißen Durbanais.

## Lage
Durban-Corbières liegt in der geographischen Region Corbières ist Teil des Regionalen Naturparks Corbières-Fenouillèdes. Das Gemeindegebiet wird vom Fluss Berre und seinem Zufluss Barrou durchquert.
Ein Teil der landwirtschaftlichen Flächen dient dem Weinbau und die Weinberge liegen innerhalb der geschützten Herkunftsbezeichnungen Corbières und Fitou.

## Bevölkerungsentwicklung
| Jahr      | 1962 | 1968 | 1975 | 1982 | 1990 | 1999 | 2009 | 2016 |
| Einwohner | 668  | 686  | 564  | 525  | 673  | 650  | 684  | 646  |

## Sehenswürdigkeiten

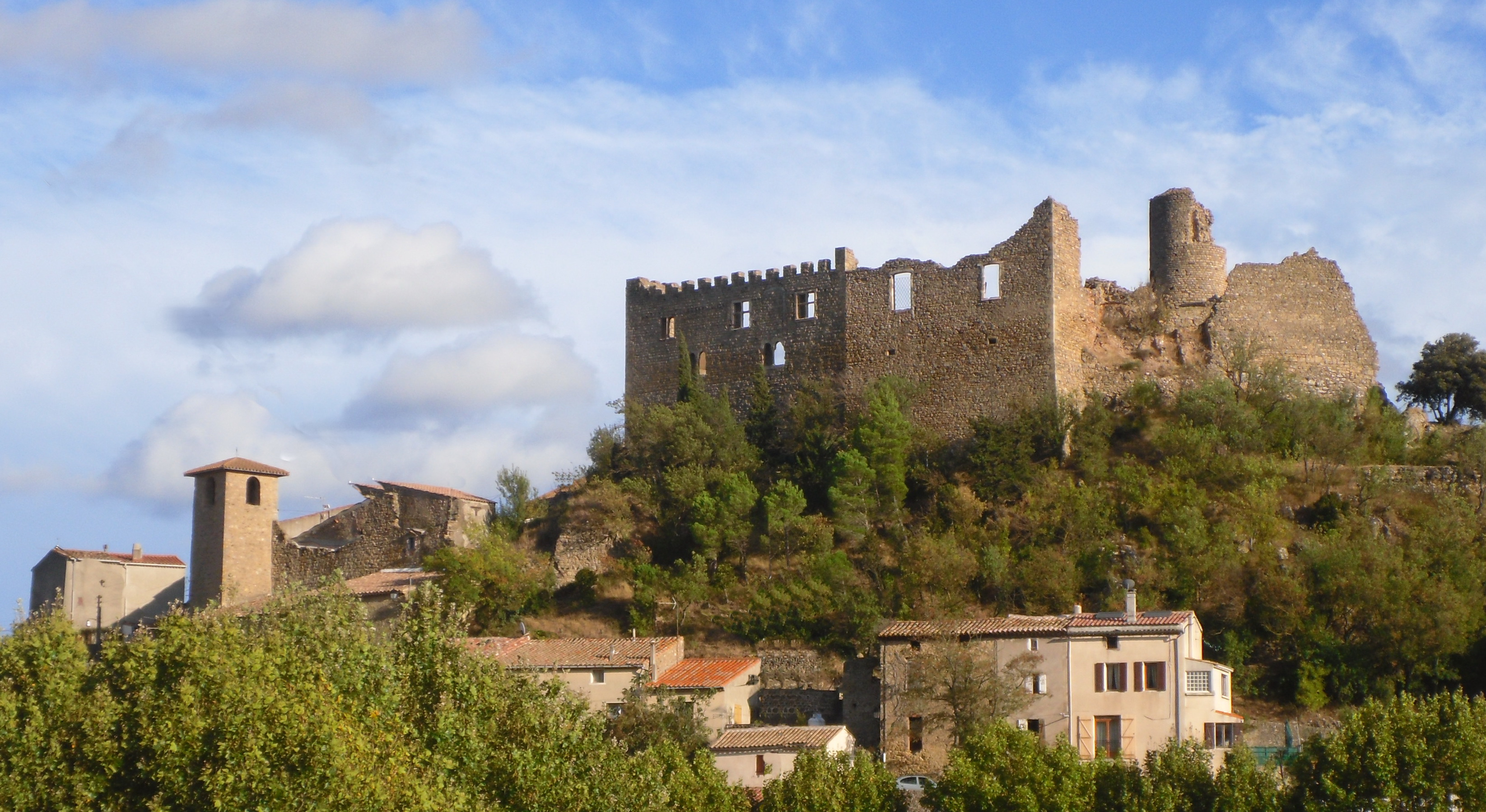
Durban mit dem Schloss

Das Schloss in Durban aus dem 11. Jahrhundert, nur noch als Ruine erhalten, ist in Frankreich als Monument historique eingestuft.